# Vanity Vain
Vanity Vain, artistnamn för Linus Mauritz, är en svensk dragshowartist från Linköping. Han deltog i den första säsongen av Drag Race Sverige och därefter i RuPaul's Drag Race Global All Stars.

## Biografi
Mauritz föddes i Linköping i Östergötland och är bosatt i Stockholm.

## Karriär
År 2023 tävlade Vanity Vain i den första säsongen av Drag Race Sverige, där hon slutade på tredje plats.
År 2024 medverkade hon i den första säsongen av RuPaul's Drag Race Global All Stars. I det andra avsnittet vann hon en lip-sync-tävling mot Eva Le Queen till låten "Paranoia" av Danna Paola.
2025 utsågs Vanity Vain till Årets HBTQ på QX-galan.

## Filmografi
- Drag Race Sverige (2023) – 3:e plats
- RuPaul's Drag Race Global All Stars (2024) – 6:e plats

## Diskografi

### Singlar (medverkan)
| Titel                                                                                               | År   | Album    |
| --------------------------------------------------------------------------------------------------- | ---- | -------- |
| "Every Queen (Cast Version)" (Robert Fux, Kayo feat. The Cast of Drag Race Sverige)                 | 2023 | Ej album |
| "Everybody Say Love (Back Door Gals Europop Mix)" (The Cast of RuPaul's Drag Race Global All Stars) | 2024 | Ej album |
| ”Creatures of the night”                                                                            | 2024 | Ej album |